# Daniela Mack
Daniela Mack (Buenos Aires, 6 de abril de 1982) es una cantante argentina de ópera con un rango vocal mezzosoprano. En 2013 fue finalista del certamen BBC Cardiff Singer of the World.

## Biografía

### Primeros años y educación
Daniela Mack nació en Buenos Aires y se trasladó a los seis años a los Estados Unidos con su familia para ingresar en la Universidad Estatal de Luisiana. Se inscribió en el programa de becas Adler con el objetivo de desarrollar habilidades en el canto para vincularse a la Ópera de San Francisco.

### Carrera
Mack debutó en el papel de Rosina en El barbero de Sevilla con la Ópera de Cleveland en 2009, todavía vinculada con la Beca Adler. Debutó también en la English National Opera como Sesto en Julio César (2012). En 2016 recreó a Jacqueline Kennedy en el estreno de la obra de David T. Little JFK en la Ópera de Fort Worth. Un año después participó en la obra Elizabeth Cree con la Ópera de Filadelfia, como parte del Festival O17.
Mack se ha presentado en escenarios como la Royal Opera House, la Ópera Nacional de Washington, y la Ópera de Santa Fe. Ha brindado recitales además con la Orquesta Sinfónica de Boston y la Orquesta Sinfónica de Chicago, en ambas bajo la dirección de Charles Dutoit.